# クリス・グルーラー
クリストファー・ロバート・グルーラー（Christopher Robert Gruler, 1983年9月11日 - ）は、アメリカ合衆国アイオワ州リン郡シーダーラピッズ出身の元プロ野球選手（投手）。
右投右打。

## 経歴
2002年のMLBドラフト1巡目（全体3位）でシンシナティ・レッズから指名され、プロ入り。現役時代にメジャー経験は無く、2006年に引退した。